# Westallgäuerisch
Westallgäuerisch ist ein im Westallgäu gesprochener niederalemannischer Dialekt, der eng mit den anderen allgäuerischen Regionaldialekten sowie dem vorarlbergischen Bregenzerwälder Dialekt verwandt ist. Die grenzüberschreitende Verwandtschaft zum Wälderischen kommt unter anderem daher, weil große Teile des Westallgäus bis zum Reichsdeputationshauptschluss 1803 ein Teil Vorderösterreichs waren.

## Typische Merkmale
Charakteristische Merkmale des Westallgäuerischen sind z. B.:
Die alten alemannischen Monophthonge [û], [î], [iu] werden vorne im Mundraum gebildet:
- Haus → Hüüs
- brauchen → brüüche

.
Dem mhd. Laut [ei] entsprechen die Diphthonge [oi] und [ui]
- breit → broit
- eins → uis (uins)

Für ahd. [iu] steht [ia]:
- fliegen → fliage (fast „fliege“)

Aus den Wörtern stehen, gehen, lassen, haben (< mhd. [stân], [gân], [lân], [hân]) wird:
- stehen → schdtång
- gehen → gång
- lassen → lång
- haben → hång

Substantive enden volltonig auf [-ar] (von ahd. [ari]):
- Maler → Måålar
- Schreiner → Schriinar

Weibliche Substantive enden volltonig auf [-a]:
- Tanne: ui Dtanne → zwoi Dtanna
- Kiste: ui Kischte → drei Kischta

Fortsetzung der alten ahd. Langvokale [ê] und [ô]:
- er fragt: ar frååget
- sie folgt: sie folget

Verkleinerungsform [-le] (unabhängig von der Menge):
- Bächlein: Bächle
- Nägelchen: Näägele
- Häuschen: Hiisle

Unterscheidende Ortsangaben:
- herinnen – drinnen: hinna – dinna
- heraußen – draußen: husa – dusa
- herüben – drüben: heanat – deanat
- herunten – drunten: hunda – dunda
- herein – hinein: iijar – iije

Es wird bei Zahlwörtern unterschieden, ob sie bei einem männlichen, weiblichen oder sächlichen Hauptwort stehen:
- der Stuhl: uin Schtuel → zwää/zwii Schtiel → drei Schtiel
- die Katze: ui Katz → zwoo Katze → drei Katze
- das Haus: ui Hüüs → zwoi Hiiser → drie Hiiser

Aussprache:
- das [r] wird im Westallgäuerischen gerollt (Zungen-r)
- das [st] und [sp] wird zu [scht] und [schp]
- das [t] wird weich ausgesprochen: etwa [dt]

Legende:
- [e] = Murmellaut, Schwa (in IPA ə)
- [a] = Murmellaut
- [å] = Dumpfer Laut zwischen [a] und [o]. (Hört sich an wie „å du tust mir aber leid“)

### Kleine Unterschiede
Innerhalb des Westallgäus gibt es jedoch auch kleine Unterschiede. So wird im Süden und Osten beispielsweise aus „Kranz“ und „Salz“:
- Kranz → Krånz
- Salz → Sålz

Oder aus dem Wort „Dunst“:
- Dunst → Duscht

### Typisch westallgäuerische Ausdrücke
| Deutsch                        | Westallgäuerisch                |
| ------------------------------ | ------------------------------- |
| Schnuller                      | Bapf                            |
| Buben                          | Buebe                           |
| Montag                         | Mähdag                          |
| Dienstag                       | Ziischdag                       |
| Mittwoch                       | Migde                           |
| Donnerstag                     | Dunschtag                       |
| Freitag                        | Friddag                         |
| Samstag                        | Samschdag                       |
| Sonntag                        | Sonndag / Sunndag               |
| droben                         | dooba                           |
| keiner / kein                  | kuina / kuin                    |
| hast du                        | hoschd                          |
| hatte                          | hon / ho / hond (plural)        |
| könntest Du/kannst Du          | Kinsch Du/kaasch Du             |
| nicht                          | it / itta                       |
| gar nicht                      | gar it                          |
| herüben, hier                  | hernad                          |
| drüben                         | dernad                          |
| Gülle                          | Lache                           |
| güllen                         | bschite                         |
| zu nichts nütze, zu nichts gut | pfidzenix oder Des kasch huitze |
| fürchterlich, schlimm, sehr    | fierchtig                       |
| ja (zustimmend)                | gell                            |
| schon                          | schoh                           |
| ist                            | isch                            |
| fast                           | schiir                          |
| geselliges Zusammensein        | Hoschdtuube                     |
| Güllegrube                     | Lacheloo                        |
| Teufel                         | Gitzgäbeler                     |
| gähnen                         | guine                           |
| graupeln / fein hageln         | kitzebolle                      |
| Gurgeln in nassen Schuhen      | soozge                          |
| werfen/fallen                  | keije                           |
| Handschuh                      | Hänsche                         |
| Hausschuh                      | Båådsche                        |
| hinunterrollen                 | dtroole                         |
| Holzsplitter in der Haut       | Schpiiße                        |
| Kartoffel                      | Grumbbre / Bodabira             |
| Kater                          | Bååle                           |
| liegen                         | flacke                          |
| Mädchen                        | Schpudtl oder Feel              |
| nichts                         | nierts                          |
| niesen                         | pflidzge                        |
| klettern                       | härze                           |
| entgleiten                     | auspfitzen                      |
| raufen                         | hååre                           |
| Probleme / geht nicht gleich   | as Hurred                       |
| schneefrei                     | ååbr                            |
| spucken                        | schpuize                        |
| Stein                          | Schdui                          |
| Strauch / Gebüsch              | Bosche                          |
| weinen                         | briagge oder blähre             |

| Deutsch                              | Westallgäuerisch            |
| ------------------------------------ | --------------------------- |
| Zaun                                 | Haag                        |
| Zaun reparieren                      | noche haage                 |
| Zwischenmahlzeit am Vormittag        | Veaschbe (von lat.: Vesper) |
| Toilette                             | Loibele                     |
| Depp / Blödmann                      | Hiersel                     |
| Ach herrje                           | ahne pfjötteslöle           |
| fast nicht                           | schier it                   |
| können / würden                      | kaasch                      |
| habe                                 | hob                         |
| Knochen                              | Bui                         |
| Speisekammer                         | Speis                       |
| Verschlossene Wunde                  | Rufe                        |
| Hintern / Po                         | Fieddle                     |
| Kopf                                 | Grind                       |
| Bein                                 | Haxe                        |
| Bauch                                | Ranzee                      |
| Mund                                 | Schnotter / Mull            |
| männliches Glied                     | Zipfel                      |
| weibliche Brust                      | Duda / Gwoi                 |
| Schluckauf                           | Häscher                     |
| entgleitet                           | uspfitzt                    |
| nach reden / unzufrieden sein        | noche mule                  |
| sauer sein / Stimmung                | massig                      |
| weinerlich / trotz                   | grenne                      |
| weinen                               | plärre                      |
| nach denken                          | noche sinne                 |
| denken                               | sinne                       |
| Heu machen                           | haibe                       |
| Heu aus zweiter / dritter Schnitt    | Oohmad                      |
| Heu aus nasser / feuchter Wiese      | Streibe                     |
| Feld trockenlegen                    | dolee                       |
| glatt                                | häll                        |
| Auto                                 | Karre                       |
| Kante am Hang / Berg                 | Schnalle                    |
| Wiese für Kühe                       | Feerwoid                    |
| Wiese                                | Woid                        |
| Kalb                                 | Keble                       |
| Kuh                                  | Kuhe                        |
| Jungrind / unter 2 Jahr              | Schumpe                     |
| Heulager                             | Heischtock                  |
| Heulager oben                        | Boo / Schinde               |
| Stier                                | Molle                       |
| frisches Grass schneiden             | grasse                      |
| Grass verteilen                      | greisele                    |
| Grass vereinen / Würste auf den Feld | schoche / loreie / Mada     |
| Grass einzeln aufhängen              | huize                       |
| vergiss es / Schwachsinn             | des kaasch huize            |
| Zaun                                 | Haag                        |
| Zaun reparieren                      | noche haage                 |
| Schlafzimmer                         | Gaade                       |
| Wohnzimmer                           | Schtubbe                    |
| lachen                               | kittre                      |

## Beispielsätze
| Westallgäuerisch                                                                                              | Standarddeutsch                                                                                        |
| --- | --- |
| Lueg dr amål d’ Schpudtla aa!                                                                                 | Sieh dir einmal die Mädchen an!                                                                        |
| Gang i de Keer und hol an Krette Bodebira uffer, abr lueg, dass d’ it abekeijeschd!                           | Gehe in den Keller und hole einen Korb Kartoffeln herauf, aber pass auf, dass du nicht hinunterfällst! |
| Des Feel håt ou allad ebbas z’m due.                                                                          | Dieses Mädchen hat auch immer etwas zu tun.                                                            |
| Geaschtig isch no Wintr gsi, heit isch scho Frieling. oder Gischt isch no Wintr gsi, hitt isch scho Frialing. | Gestern war noch Winter, heute ist schon Frühling.                                                     |
| Schputl förbs gadå, nimm dr Flick und wirf’s Gmiedr d Förkå abå.                                              | Mädchen mach das Wohnzimmer sauber, nimm die Schürze und wirf den Kehricht in den Abfluss.             |

## Westallgäuerisch heute
Das Westallgäuerische wird immer mehr durch das Standarddeutsche bzw. durch die relativ weit verbreiteten Dialekte Schwäbisch und Bairisch zurückgedrängt. So nahm beispielsweise nicht nur der westallgäuerische Wortschatz in den letzten hundert Jahren stark ab; auch die typischen Merkmale des Westallgäuerischen verlieren sich immer mehr. So enden Hauptwörter wie „Eeschdtriichar“ nur noch selten auf [-ar] und sind bei der heutigen Jugend meist nur noch durch ein süddeutsches [sch] (also „Öschterreicher“) von den entsprechenden hochdeutschen Wörtern (hier „Österreicher“) zu unterscheiden.